# Twent
Twent (ook: Van Gelé twent)is een geslacht met een Nederlandse en Franse tak. Van de Nederlandse tak behoren sinds 1815 leden tot de Nederlandse adel. Deze tak stierf in 1868 uit.

## Geschiedenis
De stamreeks begint met de in Kampen, omstreeks 1521 geboren boer Evert Johannesz Twent. Zijn nazaat, de koopman Abraham Twent (1687-1760), werd schepen van Rotterdam. Een zoon van de laatste werd schepen van Cool, diens zoon raad, schepen en burgemeester van Haarlem. Een zoon van de laatste, viceadmiraal Anthony Cornelis Twent (1771-1852) werd bij Koninklijk Besluit van 16 september 1815 verheven in de Nederlandse adel; met diens dochter stierf het adellijke geslacht in 1868 uit.

## Enkele telgen
Abraham Twent (1687-1760), schepen van Rotterdam
- Aernoud Twent (1720-1747), schepen van Cool; trouwde in 1745 met Antonia Hermina van Gelé (1720-1812)
  - Abraham Catharinus van Gelé Twent (1746-1821), raad, schepen en burgemeester van Haarlem, lid van de rekenkamer van Holland en Friesland; trouwde in 1769 met Jacoba Judith van Wesele, vrouwe van Cortenbosch (1746-1810) waardoor de heerlijkheid Cortenbosch in de familie Twent kwam
    - jhr. Anthony Cornelis Twent (1771-1852), viceadmiraal
      - jkvr. Catharina Roberdina Jacoba Twent (1817-1868), laatste telg van het adellijke geslacht

    - Jacob Anthony Twent, heer van Cortenbosch (1797) (1776-1815), lid Wetgevend Lichaam voor Holland-Maasland, thesaurier-generaal van de Kroon, erfde als aangetrouwde neef in 1816 bij testament de Franse graventitel van de oom van zijn echtgenote Adriaan Pieter Twent van Raaphorst, de titel werd niet erkend; gehuwd met Hieronyma Constantia Twent (1774-1810)
      - Abraham Jacob Twent, heer van Roosenburg (1816) (1799-1868), grootgrondbezitter, werd gerekend tot de Haagsche Reveilkring; uit hem een Franse adellijke tak